# Albus Silente
Albus Percival Wulfric Brian Silente (Albus Percival Wulfric Brian Dumbledore), noto semplicemente come Albus Silente (Albus Dumbledore), è un personaggio della serie di romanzi di Harry Potter, ideata e scritta da J. K. Rowling.
Preside della scuola di magia e stregoneria di Hogwarts e presidente del tribunale supremo dei maghi Wizengamot, incarna molti dei valori e dei tratti tipici del classico "mago buono" ed è stato paragonato a Gandalf e ad alcune rappresentazioni del mago Merlino. Saggio, eccentrico, benevolo e ironico, nel mondo fantastico della saga è generalmente ritenuto il mago più potente di tutti i tempi per la sua intelligenza e per la sua grande conoscenza della magia, oltre a essere l'unica persona che Lord Voldemort abbia mai temuto veramente. È il secondo personaggio magico ad apparire nel romanzo e nel film Harry Potter e la pietra filosofale, dopo Minerva McGranitt che si rivela sotto forma di gatto; tuttavia gli eventi relativi alla sua infanzia e adolescenza verranno rivelati solo nell'ultimo libro Harry Potter e i Doni della Morte.
Negli adattamenti cinematografici è stato interpretato da Richard Harris nei primi due film, mentre a partire dal terzo viene impersonato da Michael Gambon a seguito della morte di Harris. Nella serie cinematografica di Animali fantastici, spin-off della saga originale, è interpretato da Jude Law.

## Concezione e sviluppo
L'autrice ha dichiarato di divertirsi nello scrivere di Silente perché è "la quintessenza della bontà". L'autrice ha detto che Silente parla per lei, perché conosce quasi tutto dell'universo di Harry Potter. Secondo lei, Silente rimpiange il fatto "che lui sia sempre stato l'unico a sapere, e colui che ha dovuto sopportarne il fardello. E avrebbe preferito non sapere". Come mentore del protagonista Harry Potter, "Silente è un uomo molto saggio che sa che Harry dovrà imparare alcune dure lezioni per prepararsi a ciò che potrebbe accadere durante la sua vita. Gli permette di intromettersi in cose che vieterebbe a chiunque altro, e gli consente anche di confrontarsi con situazioni dalle quali preferirebbe proteggerlo". In un'intervista del 1999, la Rowling ha affermato che vede Silente "più come un personaggio alla John Gielgud [...] piuttosto anziano e solenne". Secondo la Rowling, Silente avrebbe circa 150 anni, sebbene abbia affermato sul suo sito che sia nato nel 1881, morendo quindi all'età di 115 anni; la stessa informazione è riportata anche sul sito Pottermore.
Nell'ottobre del 2007, alla Rowling venne chiesto se Silente avesse mai trovato il "vero amore": lei ha risposto di aver sempre pensato a un Silente omosessuale e che si fosse innamorato di Gellert Grindelwald, che è stata la sua "grande tragedia"; non ha tuttavia rivelato se Grindelwald ricambiasse i suoi sentimenti. La Rowling ha poi approfondito la questione elaborando le motivazioni alla base del flirt di Silente con l'idea del dominio magico sui babbani: "ha completamente perso la sua bussola morale quando si è innamorato e penso che sia conseguentemente diventato molto diffidente riguardo al suo giudizio su questi argomenti, diventando abbastanza asessuale. Ha condotto una vita di celibato e di dedizione ai libri".

### Nome
Nell'originale Albus Silente è Albus Dumbledore: "albus" è una parola latina significante "bianco", mentre "dumbledore" è un'antica parola inglese per indicare il bombo (oggi bumblebee) ; l'autrice ha scelto questo nome per dare l'idea di un mago sempre in movimento, che continua a parlottare tra sé dando l'impressione di un ronzio. In italiano il nome è stato tradotto con "Silente" basandosi sulla parola dumb (lett. "muto") contenuta nell'originale: tale scelta è stata chiarita nella nota alla traduzione italiana presente nelle prime edizioni edite dalla Salani, dove è spiegato che tale cognome rende meglio "l'aura di superiore saggezza" del personaggio, ed è stata definita "più autorevole di tutte le variazioni possibili" del nome originale. La Rowling ha definito questa scelta di traduzione una totale contraddizione se associata al carattere vivace del Preside, ma ha riconosciuto come non sia stato comunque dannoso per la popolarità del personaggio in Italia.

## Biografia del personaggio

### Infanzia e incontro con Grindelwald
Albus Silente è il figlio primogenito di Percival e Kendra Silente, e fratello maggiore di Aberforth e Ariana. Il padre venne condannato alla reclusione ad Azkaban a seguito di un'aggressione ai danni di alcuni ragazzi babbani che avevano scoperto la natura magica di Ariana e l'avevano attaccata: lo shock causato dall'aggressione causò danni psicologici alla piccola, che da allora non fu più in grado di controllare i propri poteri, i quali si manifestavano in violenti attacchi. Albus, iniziati gli studi a Hogwarts nella casa di Grifondoro, si rivela uno studente modello e uno tra i più brillanti mai passati per la scuola. Terminati gli studi riceve la notizia della morte della madre causata da uno degli attacchi di Ariana, obbligando così il giovane a rinunciare alla carriera per dedicarsi alla sorella, nonostante le offerte di Aberforth di abbandonare gli studi per occuparsene personalmente. Albus si trova così costretto a una vita di solitudine e reclusione: in questo periodo fa la conoscenza di Gellert Grindelwald, ragazzo brillante quanto lui. Il giovane Silente rimane affascinato dalle idee del compagno, che prevedono la supremazia dei maghi sui babbani e la ricerca dei Doni della Morte per metterla in atto. Nonostante gli avvertimenti del fratello Aberforth, che aveva compreso la natura malvagia di Grindelwald, e nonostante egli stesso avesse intuito il male dietro le idee del compagno, Albus reprime queste idee sul nascere a causa dell'avidità e dell'infatuazione che aveva verso l'amico. Questo conflitto ideologico culmina con una lotta tra Aberforth e Grindelwald, cui si aggiunge Albus: durante lo scontro uno dei tre scaglia un incantesimo che uccide Ariana, presente sul posto. Grindelwald è quindi costretto a fuggire e Aberforth, ritenendo il fratello responsabile della morte della sorella, taglia ogni contatto con lui.
Silente, devastato dal dolore, fa richiesta per una cattedra da insegnante a Hogwarts, ottenendo il posto di Difesa contro le Arti Oscure e in seguito Trasfigurazione; da questo momento la sua vita è costellata di numerosi successi, come la scoperta degli utilizzi del sangue di drago, gli studi di alchimia assieme all'amico Nicolas Flamel, e la nomina a Stregone Capo del Wizengamot. Nelle vesti di professore si reca all'orfanotrofio Wool's, a Londra, dove incontra il giovane Tom Orvoloson Riddle convincendolo a iscriversi a Hogwarts. Silente inizia a tenere d'occhio il giovane e, qualche anno più tardi, quando viene aperta la camera dei segreti è l'unico a sospettare di lui nonostante questi fosse riuscito a incastrare Hagrid. Nel mentre Grindelwald aveva acquisito sempre più potere ed era entrato in possesso della Bacchetta di Sambuco, uno dei Doni. Silente, che da anni aveva rimandato lo scontro decisivo nel timore di scoprire di aver lanciato lui stesso l'incantesimo che aveva ucciso Ariana, è quindi costretto ad affrontare l'ex amico in un duello magico che verrà ricordato come il più grande della storia. Silente sconfigge Grindelwald, entrando quindi in possesso della Bacchetta di Sambuco.

### Carriera da preside e morte

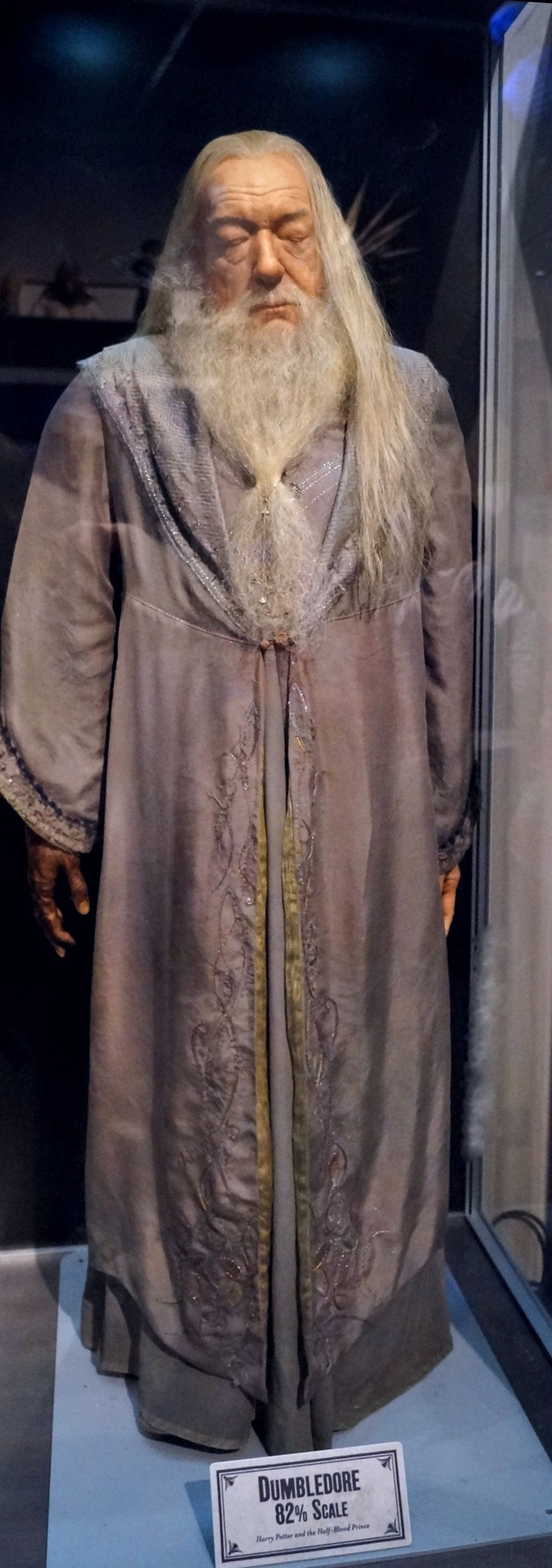
Statua di Albus Silente come appare nel sesto film

Dopo la sua vittoria Silente è nominato Preside di Hogwarts. In queste vesti deve far fronte all'ascesa di un nuovo Stregone Oscuro: Tom Riddle, divenuto noto con il nome di Lord Voldemort. Per fronteggiarlo, fonda una società segreta di maghi nota come Ordine della Fenice, della quale fanno parte tra gli altri Aberforth, parte del corpo docenti di Hogwarts, Hagrid e Lily e James Potter. Durante un colloquio per assumere un nuovo docente di Divinazione, la candidata Sibilla Cooman pronuncia una profezia che preannuncia la nascita di un bambino destinato a far cadere il Signore Oscuro: parte della profezia viene udita dal Mangiamorte Severus Piton che la riferisce a Voldemort, il quale ritiene che il bambino a cui è riferita è il figlio di Lily e James, Harry. Comprendendo che Voldemort ucciderà sia Harry sia i suoi genitori, Piton, essendo innamorato di Lily, chiede aiuto a Silente, il quale si prodiga per mettere al sicuro i Potter: nonostante ciò, Voldemort uccide Lily e James grazie al tradimento di Peter Minus, ma non riesce a uccidere Harry, perdendo gran parte dei suoi poteri poiché la madre, sacrificandosi per salvarlo, ha imposto una potentissima protezione al piccolo. Silente chiede a Hagrid di portare Harry dai Dursley, unici parenti in vita di Harry, perché la protezione resti sempre attiva attraverso il legame di sangue. Inoltre chiede a Piton, facendo leva sulla morte di Lily, di fare il doppio gioco con i Mangiamorte rimasti, assumendolo inoltre come professore di Pozioni per far credere loro di avere una spia all'interno di Hogwarts.
Dieci anni dopo, Silente e Flamel decidono di conservare la pietra filosofale a Hogwarts per proteggerla da Voldemort, che aveva rincominciato a muoversi: nonostante le grandi difese poste dai vari insegnanti la pietra rischia di venire rubata da Quirinus Raptor posseduto dallo stregone oscuro, ma viene fermato da Harry Potter, iscrittosi in quell'anno alla scuola; la pietra viene poi distrutta su comune decisione dei due stregoni. L'anno successivo la camera dei segreti viene riaperta, e Silente viene sollevato temporaneamente dal ruolo di Preside dal consiglio scolastico, su pressione di Lucius Malfoy, salvo poi tornare quando Ginny Weasley viene rapita e rinchiusa nella camera; quando Harry racconta di come il diario di Riddle abbia preso possesso di Ginny, Silente vede confermata la sua ipotesi sull'esistenza degli Horcrux di Voldemort. Dopo la fuga di Sirius Black è l'unico a credere a Harry, Ron Weasley e Hermione Granger sull'innocenza dell'uomo, dando loro alcuni consigli su come poterlo salvare dalla condanna a morte. Ricopre il ruolo di giudice durante il Torneo Tremaghi e, dopo il ritorno di Voldemort, ripristina l'Ordine, sebbene il Ministero si rifiuti di ammettere il ritorno dello stregone e inizi una campagna diffamatoria nei confronti di Silente e Harry. Conoscendo la natura del legame tra Harry e Voldemort, per evitare che lo stregone oscuro faccia del male al ragazzo per giungere a lui evita ogni contatto con Harry per tutto l'anno scolastico, salvo rivedersi dopo che questi, attirato da Voldemort, si dirige al Ministero della Magia dove viene a conoscenza della Profezia. Giunto anch'egli al ministero, Silente ingaggia uno scontro magico con il Signore Oscuro, che viene interrotto dai maghi del ministero. Inizia quindi a cercare e distruggere gli Horcrux, riuscendo a trovare l'anello di Orvoloson Gaunt: scoperto che nell'anello era incastonata la Pietra della Resurrezione, uno dei Doni della Morte, non resiste alla tentazione di usarla nella speranza di rivedere i genitori e la sorella; facendo ciò attiva una delle maledizioni poste in difesa dell'Horcrux, che viene limitata da Piton. Questi avverte Silente che, a causa della maledizione, non gli resta più di un anno di vita, informandolo anche che Voldemort ha ordinato al giovane Draco Malfoy di assassinarlo: per impedire che il ragazzo si macchi di omicidio, pianificano insieme la morte dell'anziano Preside, e Silente rivela a Piton che Harry stesso è un Horcrux involontario; quindi distrugge l'anello con la spada di Grifondoro. Durante l'anno Silente e Harry ricostruiscono il passato di Voldemort attraverso dei ricordi, e insieme provano a distruggere un altro Horcrux, il medaglione di Serpeverde. Le difese del medaglione indeboliscono molto Silente, e lui e Harry riescono a fatica a tornare a Hogwarts, dove Albus viene ucciso infine da Piton. La sua tomba viene posta nel parco della scuola, dove viene profanata qualche tempo dopo da Voldemort, desideroso di ottenere la Bacchetta di Sambuco.

## Descrizione

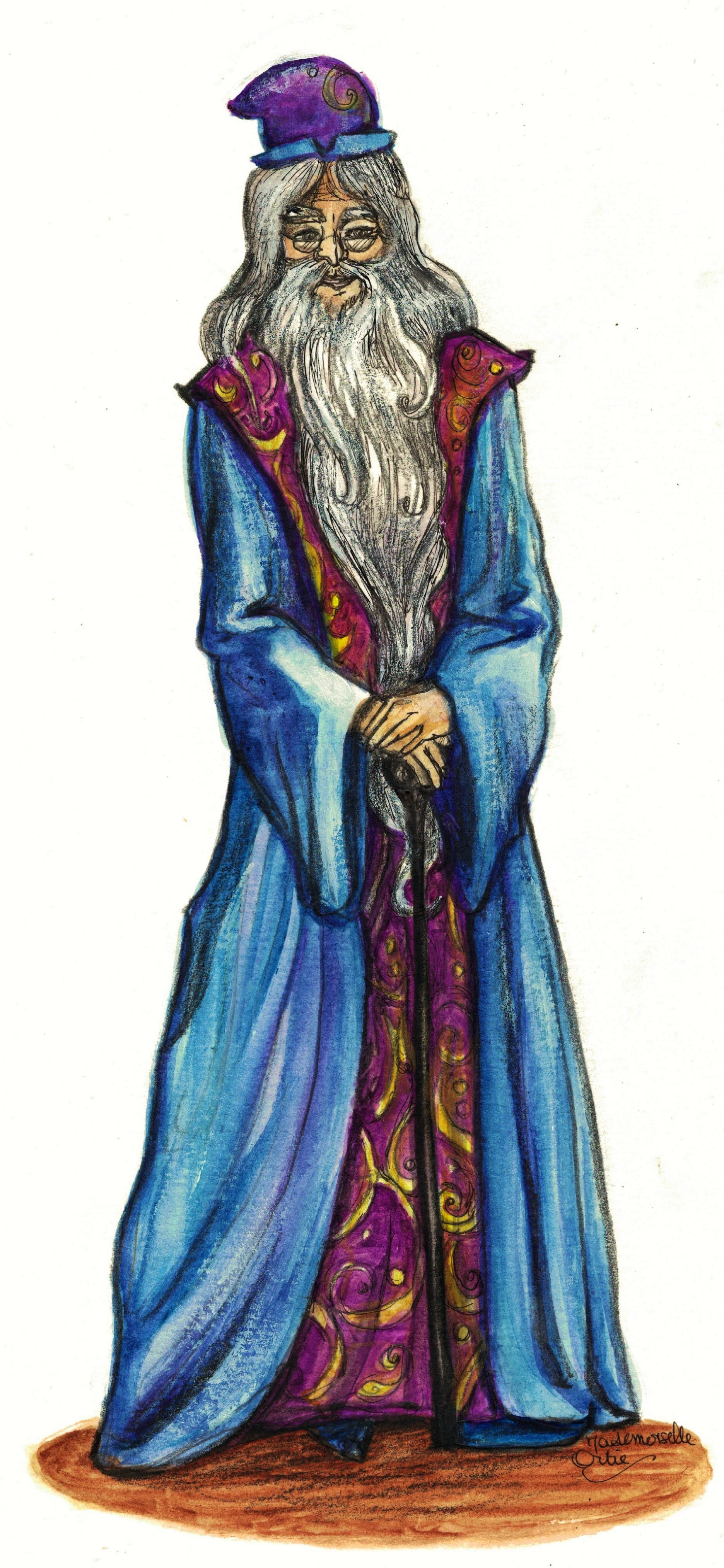
Rappresentazione artistica di Albus Silente

### Aspetto fisico
Silente è descritto come un uomo molto alto, con barba e capelli argentati tanto lunghi da doverli infilare nella cintura per non inciampare e penetranti occhi azzurri, vestito solitamente con lunghe vesti da mago e occhiali a mezzaluna poggiati sul naso adunco.

### Carattere e personalità
(Percy Weasley a Harry Potter su Albus Silente)
Silente viene presentato come un mago saggio, benevolo e dotato di uno strano senso dell'umorismo. Molto attento e pianificatore, appare talvolta freddo e distaccato, cercando di evitare qualsiasi manifestazione emotiva: lui stesso afferma, infatti, che l'affezionarsi a Harry lo ha portato a compiere errori nel suo piano per contrastare Voldemort, errori che però sono stati resi necessari dal voler tenere Harry al sicuro sia fisicamente sia psicologicamente. Nonostante ciò, Silente è descritto come il mentore perfetto per il protagonista, poiché cerca di convincerlo delle potenzialità che ha dentro di sé, mostrandosi anche disposto ad ascoltarlo e supportarlo.
Silente è un uomo calmo, in grado di trarre il meglio da ogni situazione e che parla sempre con il cuore: queste sue caratteristiche lo accompagnano per tutta la saga, sebbene non sempre riveli le sue intenzioni a chi gli è vicino facendolo quindi apparire come manipolatore. Altra caratteristica di Silente è la sua umiltà: sebbene sia descritto da tutti come il più grande mago del mondo, tende sempre a sminuire le sue capacità, arrivando ad affermare che persino Voldemort possiede poteri che lui non ha.
All'emergere di informazioni relative al suo passato nel settimo libro, si scopre un lato della personalità di Silente che finora era rimasto nascosto: la sua frustrazione per il dover badare a una sorella malata nonostante le sue grandi potenzialità. Questi suoi sentimenti lo hanno portato ad avvicinarsi a Gellert Grindelwald e alla sua idea di predominanza magica sui babbani. Nel rievocare questi fatti, Aberforth descrive il fratello di allora come arrogante e presuntuoso. Tuttavia, durante l'esperienza onirica di Harry al termine del libro, viene mostrato un Silente umano e vulnerabile, afflitto per ciò che è successo e che ha contribuito a far accadere, e che si sente responsabile della morte della sorella.
Altro tratto che viene presentato del preside di Hogwarts è la sua comicità: dallo sconclusionato "discorso" di inizio anno nel primo libro alla sua personale esperienza con la Stanza delle Necessità, riempita per l'occasione di vasi da notte. Nell'intervista contenuta nel DVD de La camera dei segreti, lo sceneggiatore Steve Kloves ha affermato che considera Silente un personaggio affascinante a causa della saggezza di cui è dotato, ma percepisce anche che "Silente porta con sé un terribile fardello, e conosce molti segreti e penso che porti su di sé il peso del futuro del mondo magico" e che "l'unica maniera che ha per tenere a bada questa oscurità è quella di essere stravagante e umoristico". Viene tuttavia fatto notare anche quanto Silente possa essere terribile quando arrabbiato.

## Poteri e oggetti magici
Silente è ritenuto essere il miglior mago vivente, e uno dei più grandi stregoni di tutti i tempi. Molto versato nelle arti magiche, è in grado di tener testa a Lord Voldemort, ed è l'unica persona che questi abbia mai temuto veramente; è inoltre riuscito a sconfiggere Grindelwald in un duello magico, passato poi alla storia come il più grande duello di tutti i tempi, nonostante questi possedesse la Bacchetta di Sambuco. Nel mondo magico Silente è ricordato poi per aver scoperto gli utilizzi del sangue di drago e per gli esperimenti di alchimia assieme a Nicolas Flamel. I suoi meriti gli hanno consentito di ottenere numerosi riconoscimenti, come la nomina a Stregone Capo del Wizengamot, il titolo di Supremo Pezzo Grosso della Confederazione internazionale dei maghi, il conferimento dell'Ordine di Merlino, nonché l'inserimento nella collezione delle figurine delle Cioccorane.

### Bacchetta magica

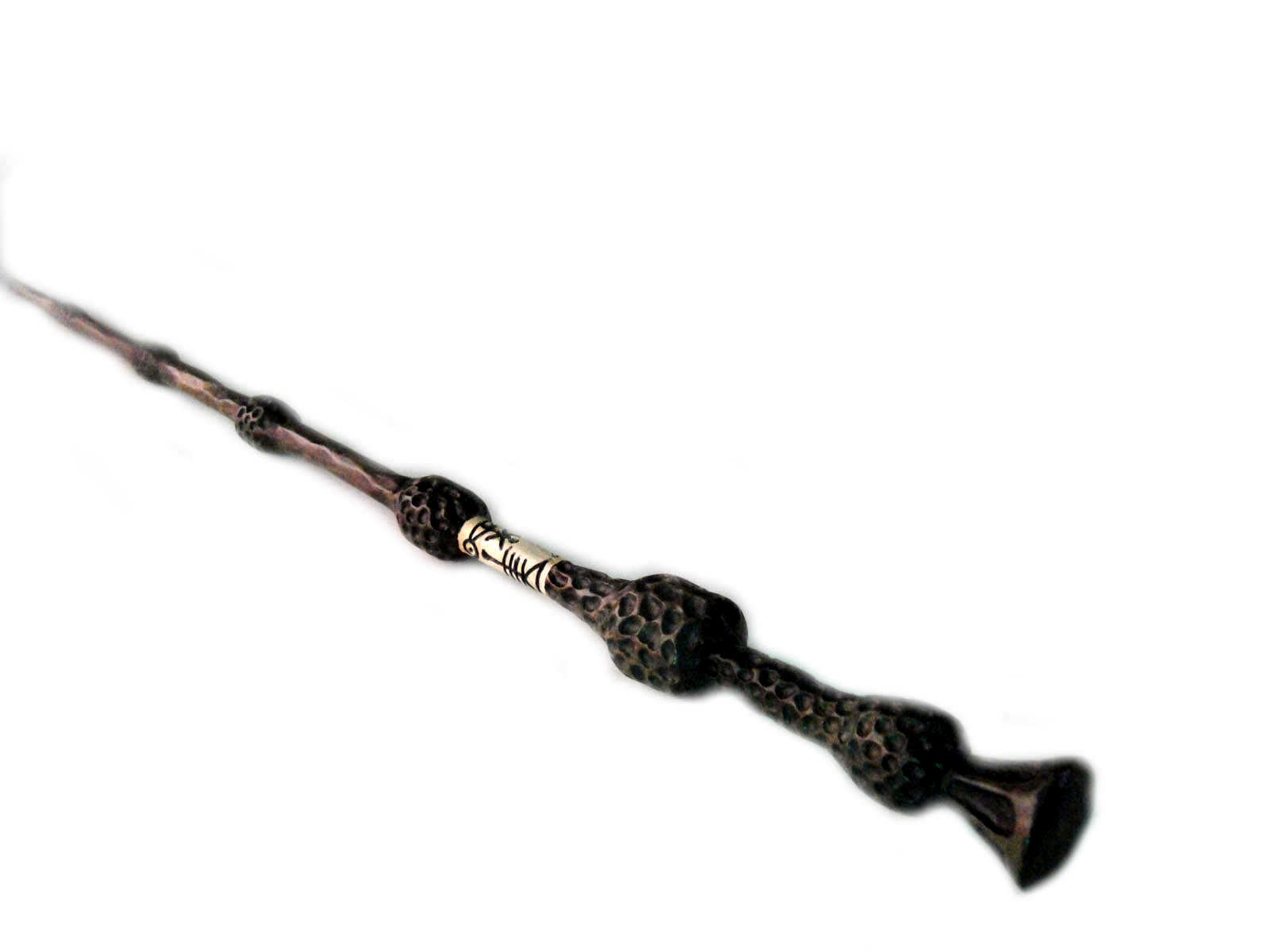
La Bacchetta di Sambuco

Silente, nella saga di Harry Potter, utilizza come bacchetta la leggendaria Bacchetta di Sambuco, uno dei tre Doni della Morte. Ne venne in possesso dopo aver sconfitto Gellert Grindelwald, suo precedente proprietario, nel 1945; non è stato tuttavia rivelato che bacchetta utilizzasse in precedenza. Perde il possesso della Bacchetta di Sambuco prima di morire, quando viene disarmato da Draco Malfoy sulla torre di astronomia. La Bacchetta di Sambuco viene posta nella sua tomba, ma viene successivamente rubata da Voldemort; dopo la morte di questi, Harry la ripone nuovamente nella tomba di Silente.

### Oggetti magici e animale domestico
Silente possiede una notevole quantità di oggetti magici, alcuni creati da lui stesso: tra questi il Deluminatore (Deluminator), una specie di accendino d'argento che, contrariamente alla sua controparte comune, serve a eliminare qualsiasi luce nelle vicinanze. Silente lo ha dotato inoltre della capacità di far materializzare il possessore ovunque vi sia bisogno di lui. Dopo la sua morte, viene lasciato in eredità a Ron Weasley. Nel suo ufficio a Hogwarts si trova poi il Pensatoio, una ciotola in grado di contenere e far vedere i ricordi delle persone, posseduto in precedenza da tutti i presidi della scuola; vi si trovano anche un gran numero di strani oggetti d'argento dalle funzioni ignote. Per qualche tempo, inoltre, entra in possesso della Pietra della Resurrezione, incastonata nell'Anello di Orvoloson Gaunt, e del Mantello dell'Invisibilità, preso in prestito da James Potter prima della sua morte e in seguito riconsegnato al figlio Harry. Silente ha come animale domestico una fenice di nome Fanny (Fawkes): estremamente fedele al padrone, il preside le affida talvolta anche compiti e missioni. Dopo la morte di Silente, Fanny scompare per sempre.

## Altri media

### Saga cinematografica diHarry Potter
Negli adattamenti cinematografici de La pietra filosofale e La camera dei segreti, Silente è stato interpretato da Richard Harris, che avrebbe dovuto interpretare il preside per tutta la saga. Harris ha affermato che in origine non aveva intenzione di accettare il ruolo, poiché era consapevole dei peggioramenti del suo stato di salute; ha accettato perché sua nipote, all'epoca undicenne, lo minacciò di non rivolgergli più la parola se avesse rifiutato. Harris era determinato a interpretare Silente anche ne Il prigioniero di Azkaban, nonostante gli fosse stato diagnosticato un linfoma di Hodgkin, e chiese a David Heyman di non cercare un nuovo attore; tuttavia, la sua morte il 25 ottobre 2002 lo ha reso necessario.
Il ruolo venne offerto a Ian McKellen, che lo rifiutò avendo già interpretato il ruolo simile di Gandalf nella trilogia de Il Signore degli Anelli, come anche per il giudicare inappropriato prendere il ruolo che fu di Harris, poiché questi aveva definito McKellen un attore "terribile". La famiglia di Harris si è detta interessata nel vedere Peter O'Toole scelto come rimpiazzo.
Michael Gambon venne scelto come nuovo interprete quattro mesi dopo la morte di Harris. Gambon non era interessato a migliorare l'interpretazione di Harris, e ha personificato Silente a modo suo, apponendo un leggero accento irlandese e completando le sue scene in tre settimane. Gambon ha poi ripreso il ruolo nei rimanenti film, ricevendo tuttavia alcune critiche per la sua rappresentazione più aggressiva e rumorosa del personaggio, che nei libri è dotato di una calma imperturbabile. Ciò è stato attribuito alla politica di Gambon di non leggere il materiale dal quale i suoi film sono adattati.
Toby Regbo è stato scelto per interpretare il giovane Silente ne I Doni della Morte - Parte 1 e Parte 2, per le scene flashback che forniscono informazioni essenziali sulla vita del personaggio.

### Saga cinematografica diAnimali fantastici
Jude Law ha interpretato un giovane Silente nel secondo e nel terzo film della saga prequel, ossia Animali fantastici - I crimini di Grindelwald e Animali fantastici - I segreti di Silente: i film lo vedono alle prese con l'ascesa di Gellert Grindelwald.

## Accoglienza

### Critica
Sono stati trovati molti punti in comune tra Albus Silente e altri personaggi di libri o film fantasy: tra questi vi sono il mago Merlino delle leggende bretoni, lo stregone Gandalf del Signore degli Anelli, Obi-Wan Kenobi della saga Guerre stellari, Brom e Oromis del Ciclo dell'Eredità e il leone Aslan, delle Cronache di Narnia. C'è anche chi lo ha paragonato a un personaggio storico: John Dee, studioso dell'occulto alla corte di Elisabetta I d'Inghilterra. Dave Kopel accosta gli scritti della Rowling a Il pellegrinaggio del cristiano di John Bunyan e afferma che, tra i vari simboli cristiani che la Rowling ha usato nei suoi libri, Silente agisce come la figura del "Dio Padre barbuto" nel quale Harry ripone la sua fede di essere salvato da Lord Voldemort e dai suoi seguaci. IGN ha piazzato Silente al quinto posto nella lista dei loro personaggi preferiti di Harry Potter, dicendo che "[p]er un personaggio introdotto nella cultura popolare solamente dodici anni fa, il fatto che il professor Silente ha già preso posto tra le figure dei grandi mentori della letteratura e del cinema la dice lunga". Joe Utichi, sempre di IGN, lo ha definito il suo terzo personaggio preferito della saga, definendo la rivelazione del suo non essere "infallibile" uno dei temi più strazianti dell'ultimo libro. WatchMojo lo posiziona sempre al terzo posto nella sua lista dei migliori personaggi di Harry Potter.
L'affermazione della Rowling sull'omosessualità di Silente ha causato un grande dibattito tra i critici. Melissa Anelli, webmaster del sito The Leaky Cauldron, ha detto a The Associated Press, che "il definire omosessuale qualsiasi personaggio di Harry Potter da parte di J.K. Rowling causa grandi passi avanti sulla tolleranza dell'omosessualità [...] definendo qualcuno di così rispettato, talentuoso e gentile, come una persona omosessuale, sta rinforzando l'idea che l'omosessualità non è qualcosa di cui vergognarsi". Mark Harris, di Entertainment Weekly, ha detto che "la sua idea di rendere un amato professore/mentore gay in un mondo dove gli insegnanti omosessuali sono ancora diffamati come influenze negative [...] non è accidentale". Tanto gli attori quanto i direttori della serie cinematografica di Harry Potter hanno supportato la rivelazione dell'autrice. Alcuni critici hanno discusso le implicazioni dell'affermazione. Il colonnista del New York Times Edward Rothstein sostiene che "la signorina Rowling può pensare a Silente come omosessuale", ma che "non vi è alcuna ragione per cui lo dovrebbe far chiunque altro". Il giornale studentesco della East Tennessee State University ha accusato la Rowling di mentire, affermando che la sua risposta era una manovra pubblicitaria. Michelle Smith ha citato il principio del saggio Death of the Author, sostenendo che il commento della Rowling è irrilevante alla comprensione dei libri. Slate riferisce che un partecipante al dibattito del libro ha affermato che "[e]ra chiaro che la Rowling non avesse pianificato di far uscire allo scoperto Silente. Si è solo preoccupata di essere onesta con i suoi lettori". Mike Thomas de l'Orlando Sentinel sostiene che col senno di poi Silente è stato omosessuale sin dall'inizio e che ciò spiega con semplicità il comportamento del personaggio e la relazione con Grindelwald. Thomas fa inoltre notare l'abilità che la Rowling mostra nel descrivere un personaggio omosessuale senza tuttavia stereotiparlo. Il militante per i diritti degli omosessuali Peter Tatchell sostiene che "è un bene che la letteratura per i ragazzi includa la realtà dei personaggi omosessuali, poiché esistiamo in ogni società. Ma sono dispiaciuto che lei non abbia mostrato la sessualità di Silente esplicitamente nei libri. Renderla ovvia avrebbe inviato un messaggio di comprensione e accettazione molto più potente". Un portavoce di Stonewall, gruppo inglese per i diritti degli omosessuali, ha ringraziato l'autrice affermando che "è meraviglioso che JK lo abbia detto. Mostra che non c'è un limite a ciò che i gay e le lesbiche possono fare, anche essere un preside stregone".

### Influenza culturale
Silente ha subito svariate parodie: nell'episodio de I Simpson intitolato Una coppia da Haw-Haw Lisa chiede a Homer che lui le legga il suo libro di Angelica Button affinché lei si addormenti. Homer, scoprendo durante la lettura che il personaggio del preside Baffogrigio muore (come accade a Silente in Harry Potter e il principe mezzosangue), nasconde la cosa a Lisa inventandosi un lieto fine. Lisa leggerà il finale autentico ma deciderà che quello di Homer è migliore. Nel 2003, Comic Relief ha messo in scena una parodia intitolata Harry Potter and the Secret Chamberpot of Azerbaijan, nella quale Silente è interpretato da Nigel Planer, che per l'occasione indossa la barba e i vestiti utilizzati da Richard Harris. Silente compare inoltre in uno degli sketch su Harry Bladder del programma All That, dove Kenan Thompson interpreta l'anziano preside Williame Banes Pimpell. Dopo la rivelazione della sessualità di Silente, il varietà americano Saturday Night Live ha messo in scena uno sketch dove la Rowling (interpretata da Amy Poehler) mostra delle scene cancellate da Harry Potter e il prigioniero di Azkaban dove Silente (interpretato da Bill Hader) ha comportamenti da omosessuale stereotipato. Nello spettacolo A Very Potter Musical, Silente è interpretato dall'attore Dylan Saunders.